# Philippine Atheists and Agnostics Society

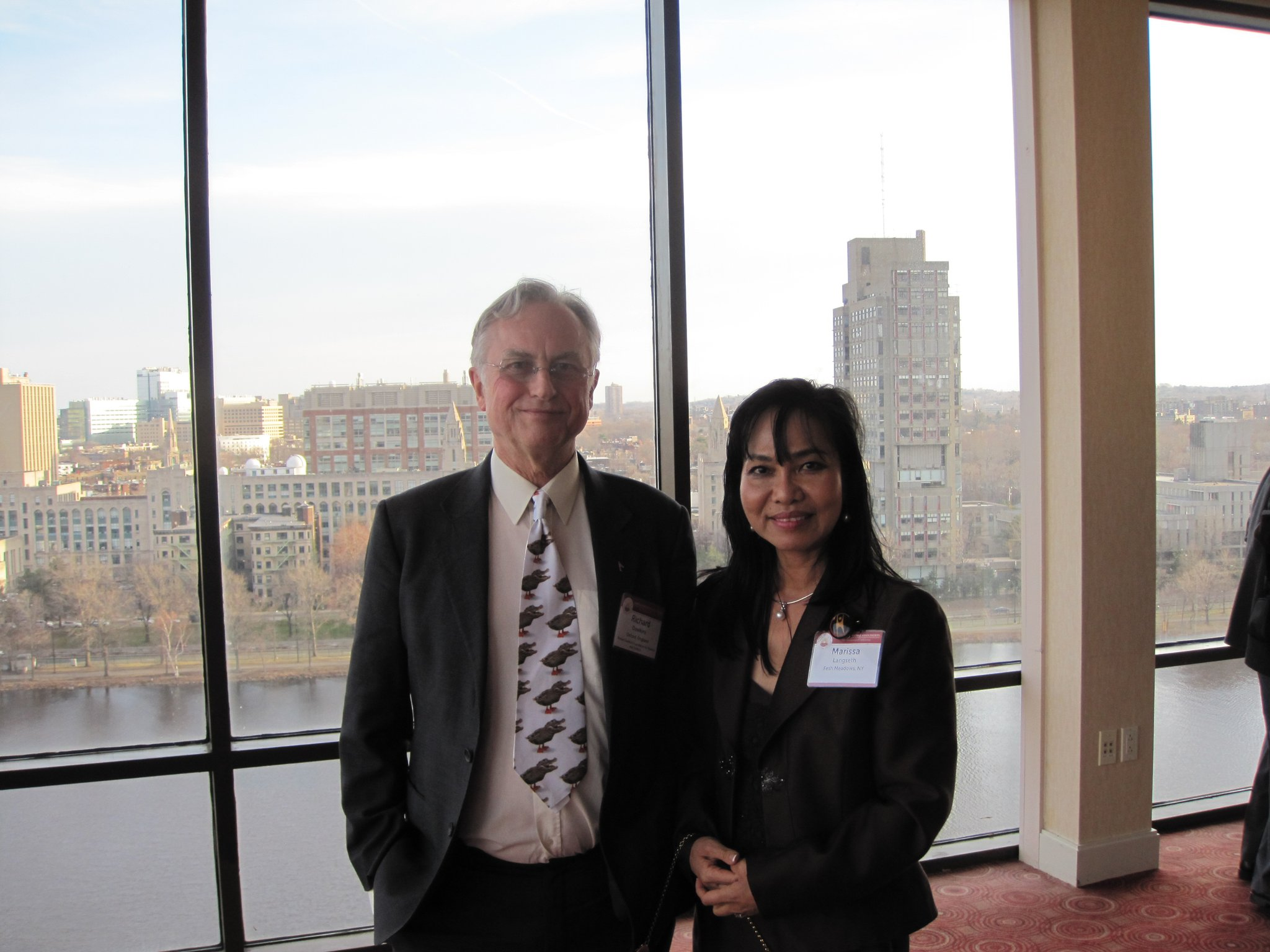
Marissa Langseth et Richard Dawkins à la conférence de l'American Humanist Association en avril 2011.

La Philippine Atheists and Agnostics Society (en abrégé PATAS, en français Société Philippine des Athées et Agnostiques) est une organisation pour la compréhension et la promotion de l'athéisme et de l'agnosticisme aux Philippines. Elle a été fondée en 2011. Son objectif est d'apporter une meilleure éducation à la société philippine, d'éliminer les mythes religieux, et de combattre les affirmations erronées portant sur l'athéisme et l'agnosticisme.  

## Humanisme séculaire
L'organisation est signatrice de la Déclaration d'Amsterdam de 2002, lors de laquelle la Philippine Atheists and Agnostics Society adopte un texte faisant la promotion de l'humanisme séculaire et d'une éthique non basée sur les croyances religieuses. 